# Amand Zausig
Amand G. Zausig (* 24. März 1804 in Heidchen bei Trachenberg, Landkreis Militsch-Trachenberg; † 1847 in Breslau, Provinz Schlesien) war ein deutscher Zeichner, Miniaturporträt-Maler und Aquarellist von Landschaften.

## Leben
Als Künstler trat Zausig zuerst in Breslau in Erscheinung, wo er Schüler von Johann Heinrich Christoph König und Augustin Siegert war. Dortige Ausstellungskataloge der Jahre 1822 bis 1829 nennen Miniaturen aus seiner Hand. Ab 1824 wohnte er in Dresden, wo er 1825 im Schülerverzeichnis der Kunstakademie Dresden auftaucht. Von 1827 bis 1829 bereiste er Italien, insbesondere Rom und die Campagna Romana. Danach war er in Dresden und Breslau tätig. Als eine Art Wandermaler zog er umher und malte auf herrschaftlichen Gütern Porträt- und Ahnengemälde.